# Rotaria rotatoria
Rotaria rotatoria är en hjuldjursart som först beskrevs av Peter Simon Pallas 1766.  Rotaria rotatoria ingår i släktet Rotaria och familjen Philodinidae. Arten är reproducerande i Sverige.

## Underarter
Arten delas in i följande underarter:
- R. r. granularis
- R. r. rotatoria
- R. r. spongioderma